# Купчинцы (Тернопольская область)
Купчинцы (укр. Купчинці) — село в Тернопольском районе Тернопольской области Украины. Административный центр Купчинецкой сельской общины.
До 2020 года входило в Козовский район.
Код КОАТУУ — 6123085601. Население по переписи 2001 года составляло 1244 человека.

## Географическое положение
Село Купчинцы находится на левом берегу реки Стрыпа,
выше по течению примыкает село Ястребово,
ниже по течению на расстоянии в 3,5 км расположено село Драгомановка,
на противоположном берегу — село Денисов.
Через село проходит автомобильная дорога Т-2006.

## История
- В XII веке на этом месте существовало городище Бродилов, которое было уничтожено монголо-татарским нашествием.
- ранее 1845 года — дата основания.

## Известные уроженцы, жители
Николай Григорьевич Косарь — советский и украинский самодеятельный поэт.

## Объекты социальной сферы
- Школа.
- Клуб.
- Фельдшерско-акушерский пункт.

## Достопримечательности
- Братская могила советских воинов.